# Elatostema petiolatum
Elatostema petiolatum är en nässelväxtart som beskrevs av Hallier f., H. Schröter. Elatostema petiolatum ingår i släktet Elatostema och familjen nässelväxter. Inga underarter finns listade i Catalogue of Life.